# Long Gone Before Daylight
 (novembre 2023).
Si vous disposez d'ouvrages ou d'articles de référence ou si vous connaissez des sites web de qualité traitant du thème abordé ici, merci de compléter l'article en donnant les références utiles à sa vérifiabilité et en les liant à la section « Notes et références ».
Albums de The Cardigans
Gran Turismo
(1998) Super Extra Gravity
(2005)
Long Gone Before Daylight est le cinquième album studio du groupe de pop rock suédois The Cardigans, sorti en Europe le 24 mars 2003 et en 25 mai 2004 aux États-Unis. 

## Liste des pistes
1. "Communication" – 4:28
2. "You're the Storm" – 3:53
3. "A Good Horse" – 3:17
4. "And Then You Kissed Me" – 6:03
5. "Couldn't Care Less" – 5:32
6. "Please Sister" – 4:37
7. "For What It's Worth" – 4:16
8. "Lead Me into the Night" – 4:32
9. "Live and Learn" – 4:16
10. "Feathers and Down" – 4:30
11. "03.45: No Sleep" – 3:45